# 上野原市立西原小学校
上野原市立西原小学校（うえのはらしりつ さいはらしょうがっこう）は、山梨県上野原市西原にあった公立小学校。

## 沿革
- 1875年（明治8年）
  - 5月 - 宝珠寺を仮教場として開校[1]。
  - 8月 - 六藤に分教場を設立[1]。
- 1887年（明治20年）4月 - 「西原尋常小学校」に改称し、六藤に簡易小学校を設置[1]。
- 1941年（昭和16年）4月 - 「西原国民学校」と改称[1]。
- 1947年（昭和22年）4月 - 「西原村立西原小学校」に改称[1]。
- 1955年（昭和30年）4月 - 町村合併により「上野原町立西原小学校」に改称[1]。
- 1964年（昭和39年）3月 - 校歌制定[1]。
- 1996年（平成8年）3月 - 創立120周年記念誌を発行[1]。
- 2019年（平成31年）3月 - 閉校[2]。